# Парламентские выборы в Нидерландах (2010)
Парламентские выборы в Нидерландах 2010 года прошли 9 июня. Выборы были назначены после распада 20 февраля 2010 года правящей коалиции во главе с Яном Петером Балкененде. По пропорциональной избирательной системе с использованием метода д’Ондта было избрано 150 депутатов Второй палаты (Палаты представителей) Генеральных штатов. Правящая партия Христианско-демократический призыв потерпела на выборах поражение.

## Данные предвыборных опросов
| Партия | Партия                                  | Лидер | Лидер               | Выборы 2006      | De Politieke Barometer | Peil.nl (31.05) | TNS NIPO (01.06) |
| ------ | --------------------------------------- | ----- | ------------------- | ---------------- | --- | --------------- | ---------------- |
|        | Христианско-демократический призыв      |       | Ян Петер Балкененде | 26,5 %, 41 место | 17,5 %, 26 мест (25.05) 16,7 %, 25 мест (28.05) 15,7 %, 24 мест (01.06) 14,7 %, 23 места (04.06) 15,8 %, 24 места (08.06) | 25 мест         | 21 место         |
|        | Партия труда                            |       | Йоб Кохен           | 21,2 %, 33 места | 19,2 %, 30 мест (25.05) 18,6 %, 29 мест (28.05) 18,5 %, 28 мест (01.06) 19,7 %, 30 мест (04.06) 19,8 %, 30 мест (08.06)   | 28 мест         | 31 место         |
|        | Социалистическая партия                 |       | Эмиль Румер         | 16,6 %, 25 мест  | 6,1 %, 9 мест (25.05) 6,8 %, 10 мест (28.05) 8,1 %, 12 мест (01.06) 9,3 %, 14 мест (04.06) 9,3 %, 14 мест (08.06)         | 11 мест         | 13 мест          |
|        | Народная партия за свободу и демократию |       | Марк Рютте          | 14,7 %, 22 места | 24,0 %, 37 мест (25.05) 24,8 %, 38 мест (28.05) 24,6 %, 38 мест (01.06) 23,0 %, 36 мест (04.06) 21,7 %, 33 места (08.06)  | 37 мест         | 37 мест          |
|        | Партия свободы                          |       | Герт Вилдерс        | 5,9 %, 9 мест    | 11,8 %, 18 мест (25.05) 11,4 %, 17 мест (28.05) 10,6 %, 16 мест (01.06) 10,2 %, 15 мест (04.06) 11,2 %, 17 мест (08.06)   | 17 мест         | 17 мест          |
|        | Зелёные Левые                           |       | Фемке Халсема       | 4,6 %, 7 мест    | 6,8 %, 10 мест (25.05) 7,2 %, 11 мест (28.05) 6,6 %, 10 мест (01.06) 6,8 %, 10 мест (04.06) 7,6 %, 11 мест (08.06)        | 11 мест         | 8 мест           |
|        | Христианский Союз                       |       | Андре Раувут        | 4,0 %, 6 мест    | 4,6 %, 7 мест (25.05) 4,7 %, 7 мест (28.05) 5,2 %, 8 мест (01.06) 4,5 %, 7 мест (04.06) 4,1 %, 6 мест (08.06)             | 7 мест          | 9 мест           |
|        | Демократы 66                            |       | Александр Пехтолд   | 2,0 %, 3 места   | 6,1 %, 9 мест (25.05) 6,2 %, 9 мест (28.05) 7,0 %, 10 мест (01.06) 7,6 %, 11 мест (04.06) 6,8 %, 10 мест (08.06)          | 10 мест         | 10 мест          |
|        | Партия защиты животных                  |       | Марианне Тиме       | 1,8 %, 2 места   | 1,5 %, 2 места (25.05) 1,7 %, 2 места (28.05) 1,5 %, 2 мест (01.06) 1,9 %, 2 места (04.06) 1,4 %, 2 места (08.06)         | 2 места         | 1 место          |
|        | Реформистская партия                    |       | Кеес ван дер Стай   | 1,6 %, 2 места   | 1,7 %, 2 места (25.05) 1,3 %, 2 места (28.05) 1,7 %, 2 мест (01.06) 1,9 %, 2 места (04.06) 2,0 %, 3 места (08.06)         | 2 места         | 3 места          |
|        | Гордость Нидерландов                    |       | Рита Вердонк        | —                | 0,2 %, 0 мест (25.05) 0,1 %, 0 мест (28.05) 0,1 %, 0 мест (01.06) 0,1 %, 0 мест (04.06) 0,1 %, 0 мест (08.06)             | 0 мест          | 1 место          |

## Результаты выборов

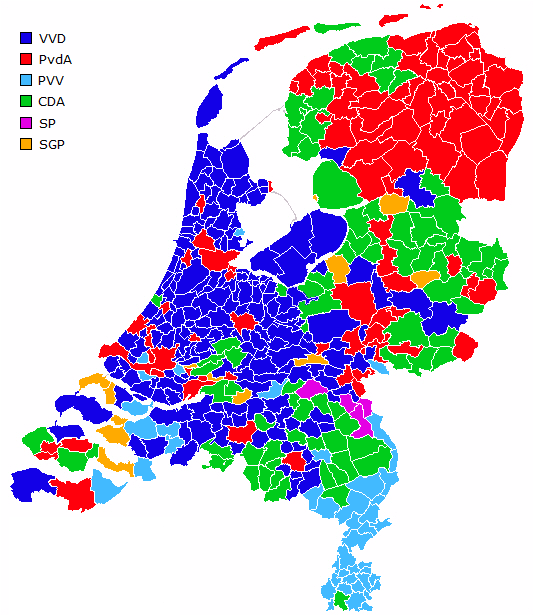
Лидирующие по числу поданных голосов партии по районам

Распределение мест в парламенте

По данным exit polls, Партия труда и Народная партия за свободу и демократию могут рассчитывать на 31 место каждая; Партия свободы Герта Вилдерса может рассчитывать на 23 места, а правящая партия Христианско-демократический призыв — на 21 место. Лидер ХДП и экс-премьер-министр Ян Петер Балкененде уже заявил о своём уходе с поста председателя партии.

### Результаты выборов
| Партия | Партия                                        | Голосов            | Мест | Δ    |
| ------ | --------------------------------------------- | ------------------ | ---- | ---- |
|        | Народная партия за свободу и демократию (VVD) | 1 926 551 (20,5 %) | 31   | ▲ 9  |
|        | Партия труда (PvdA)                           | 1 846 776 (19,6 %) | 30   | ▼ 3  |
|        | Партия свободы (PVV)                          | 1 453 944 (15,5 %) | 24   | ▲ 15 |
|        | Христианско-демократический призыв (CDA)      | 1 281 137 (13,6 %) | 21   | ▼ 20 |
|        | Социалистическая партия (SP)                  | 924 977 (9,8 %)    | 15   | ▼ 10 |
|        | Демократы 66 (D66)                            | 653 265 (6,9 %)    | 10   | ▲ 7  |
|        | Зелёные Левые (GL)                            | 627 912 (6,7 %)    | 10   | ▲ 3  |
|        | Христианский Союз (CU)                        | 305 628 (3,3 %)    | 5    | ▼ 1  |
|        | Реформистская партия (SGP)                    | 163 512 (1,7 %)    | 2    | ▬    |
|        | Партия защиты животных (PvdD)                 | 122 257 (1,3 %)    | 2    | ▬    |
|        | Гордость Нидерландов (TON)                    | 52 735 (0,6 %)     | 0    | ▬    |